# Gerda Schwarz
Gerda Schwarz, geborene Hubeny,  (* 19. Mai 1941 in Graz; † 14. Februar 2015 ebenda) war eine österreichische Klassische Archäologin.

## Leben
Sie studierte an Universität Graz Klassische Archäologie, Klassische Philologie und Germanistik und schloss 1966 mit der Promotion bei Erna Diez ab. Anschließend wurde sie Assistentin am Institut für Klassische Archäologie der Universität Graz, die Habilitation erfolgte 1981. Von 2001 bis zu ihrem Ruhestand 2006 leitete sie das Institut. Seit 1975 war sie korrespondierendes Mitglied des Österreichischen Archäologischen Instituts.

## Schriften (Auswahl)
- Die griechische Kunst des 5. und 4. Jahrhunderts v. Chr. im Spiegel der Anthologia Graeca. Wien 1971 (Dissertation).
- mit Erwin Pochmarski (Hrsg.): Classica et provincialia. Festschrift Erna Diez. Graz 1978, ISBN 3-201-01052-9.
- Triptolemos. Ikonographie einer Agrar- und Mysteriengottheit. Graz 1987 (Habilitationsschrift).
- mit Thuri Lorenz und Manfred Lehner (Hrsg.): Griechische und italische Vasen aus der Sammlung des Instituts für Klassische Archäologie der Karl-Franzens-Universität Graz. Graz 1993, ISBN 3-201-01578-4.